# なぞなぞケロロン
なぞなぞケロロン（仏: Les Devinettes de Reinette 英: Ribbit's Riddles）は、フランスで2005年に製作されたクレイアニメである。
2008年からNHK教育テレビ「ニャンちゅうワールド放送局」内のコーナーとして放送された。1回の放送3分。全52回で、2008年8月31日から10月25日までは5分版で放送された。

## 概要
なぞなぞ好きのカエル、ケロロンが動物当てクイズを出題する。クイズを出す際、ケロロンはいろいろなヒントをくれる。
ケロロンのヒントは言葉通りに画面上出表現されるが、正解から遠ざかっているほど奇妙な姿になる。その直後に、正解の動物が登場して一言を出し、その動物の個性に合った歌を披露する。歌のジャンルはカントリー、パンク、ケルト音楽、ジャズなど、毎回異なっている。

## あらすじ
ある日ケロロンは、池で魚に恋をした。その魚を追いかけていたが途中で見失い、元気を出そうとなぞなぞを始めたのだった。

## キャスト
- 宇山玲加 - ケロロン
- 宮島依里
- 梅津秀行
- 根本泰彦

## スタッフ
- アニメーション制作 - DOUBLE MÈTRE animation

## 放映リスト
| 話数 | サブタイトル   |
| ---- | -------------- |
| 1    | カメ           |
| 2    | ペンギン       |
| 3    | ライオン       |
| 4    | カニ           |
| 5    | ダチョウ       |
| 6    | ヒツジ         |
| 7    | サメ           |
| 8    | オジカ         |
| 9    | ビーバー       |
| 10   | ゾウ           |
| 11   | ワニ           |
| 12   | パンダ         |
| 13   | ウサギ         |
| 14   | タツノオトシゴ |
| 15   | チンパンジー   |
| 16   | クマ           |
| 17   | リス           |
| 18   | カタツムリ     |
| 19   | ミツバチ       |
| 20   | ネズミ         |
| 21   | メンドリ       |
| 22   | シマウマ       |
| 23   | カメレオン     |
| 24   | モグラ         |
| 25   | イノシシ       |
| 26   | クモ           |
| 27   | アザラシ       |
| 28   | ウシ           |
| 29   | カバ           |
| 30   | コウモリ       |
| 31   | カンガルー     |
| 32   | チョウ         |
| 33   | トラ           |
| 34   | ロバ           |
| 35   | ヤギ           |
| 36   | クジラ         |
| 37   | コウノトリ     |
| 38   | ウマ           |
| 39   | ヘビ           |
| 40   | キツネ         |
| 41   | シラミ         |
| 42   | オオカミ       |
| 43   | ヒトコブラクダ |
| 44   | キツネザル     |
| 45   | フクロウ       |
| 46   | コアラ         |
| 47   | イヌ           |
| 48   | カ             |
| 49   | キリン         |
| 50   | イルカ         |
| 51   | アライグマ     |
| 52   | カエル         |